# Nathan Zuntz
Nathan Zuntz (Bonn, 1847. október 6. – Charlottenburg, 1920. március 22.) német fiziológus, a modern magassági fiziológia és repülésgyógyászat úttörője.

## Életpályája
Nathan Zuntz 1847. október 6-án született a németországi Bonnban. Orvosi tanulmányait a Bonni Egyetemen végezte, ahol Max Schultze asszisztense volt. 1868-ban doktorált, majd egy berlini tanulmányutat követően 1870-ben visszatért Bonnba Eduard Friedrich Wilhelm Pflüger fiziológus asszisztenseként, a következő évben pedig már a bonni egyetem tanára, majd 1872-ben a poppelsdorfi Landwirtschaftliche Akademie tiszteletbeli fiziológus professzora lett. 1881-től 1919-es nyugdíjba vonulásáig a berlini Királyi Landwirtschaftliche Hochschule (Királyi Mezőgazdasági Főiskola) professzora volt. 1884-ben Nathan Zuntzot a Leopoldina Német Természettudományos Akadémia tagjává választották. 1906-ban két évre az főiskola rektorává választották.
1920. március 12-én hunyt el Charlottenburg városában, amelyet 1920 októberében Berlinhez csatoltak.

## Tudományos kutatásai
Zuntz az élettani kutatások számos területével foglalkozott, beleértve az anyagcserét, a légzést és a táplálkozást is. Zuntz jól ismert a magaslati fiziológiával kapcsolatos munkásságáról. Kiterjedt kutatásokat végzett az állatok és az emberek élettani változásaival kapcsolatban szélsőséges körülmények között. 
Számos terepvizsgálatát az Olaszországban található Monte Rosa csúcsán, a Capanna Regina Margherita nevű kutatóállomáson végezte.  
1902-ben asszisztensével, Hermann von Schrötterrel, valamint Arthur Berson és Reinhard Süring meteorológusokkal két magaslégköri ballonfelszállást hajtott végre, amelyek során 5000 méteres magasságot értek el. 
1910-ben többek között Arnold Durig (1872-1961) és Joseph Barcroft (1872-1947) fiziológusokkal részt vett egy tudományos expedícióban a Kanári-szigeteken lévő Pico de Teidén.
Számos cikket publikált a magashegyi gyógyászatról, egyik legismertebb műve a Höhenklima und Bergwanderungen in ihrer Wirkung auf den Menschen (Magashegyi éghajlat és hegymászás és hatásuk az emberre). 
1885-ben August Julius Geppert (1856-1937) társaságában megalkotta a Zuntz–Geppert-légzőkészüléket, és a terepvizsgálatokhoz feltalálta a hordozható szárazgázmérő készüléket (Gasuhr). 
1889-ben megépített egy korai futópadot, 1914-ben pedig egy röntgenkészülékkel egészítette ki a gépet, hogy megfigyelhesse a terhelés alatti szívműködés változásait. Emellett 1911-ben ő nyitotta meg a Német Császárságban az első sportorvosi laboratóriumot.

## Válogatott publikációk
- Der Stoffwechsel des Pferdes bei Ruhe und Arbeit (A ló anyagcseréje nyugalomban és munkában), 1889 (C. Lehmannal és O. Hagemannal)
- Studien zu einer Physiologie des Marsches (Tanulmányok a marsch fiziológiájáról) Berlin, 1901 (W. Schumburggal együtt)
- Ergebnisse zweier Ballonfahrten zu physiologischen Zwecken (Két fiziológiai célú ballonút eredményei) Pflügers Archiv 92 (1902), 479-520 (H. von Schrötterrel).
- Höhenklima und Bergwanderungen in ihrer Wirkung auf den Menschen. Ergebnisse experimenteller Forschungen im Hochgebirge und Laboratorium (Magaslégkör és hegymászás és ezek hatása az emberre. A magashegyi és laboratóriumi kísérleti kutatások eredményei), 1906 (Adolf Loewyval, F. Müllerrel és W. Caspari-val).
- Lehrbuch der Physiologie des Menschen (Az ember élettanának tankönyve), 1909 (A. Loewyval közösen)
- Zur Physiologie und Hygiene der Luftfahrt (A repülés élettana és higiéniája), 1912.